# 杭州中国人寿大厦

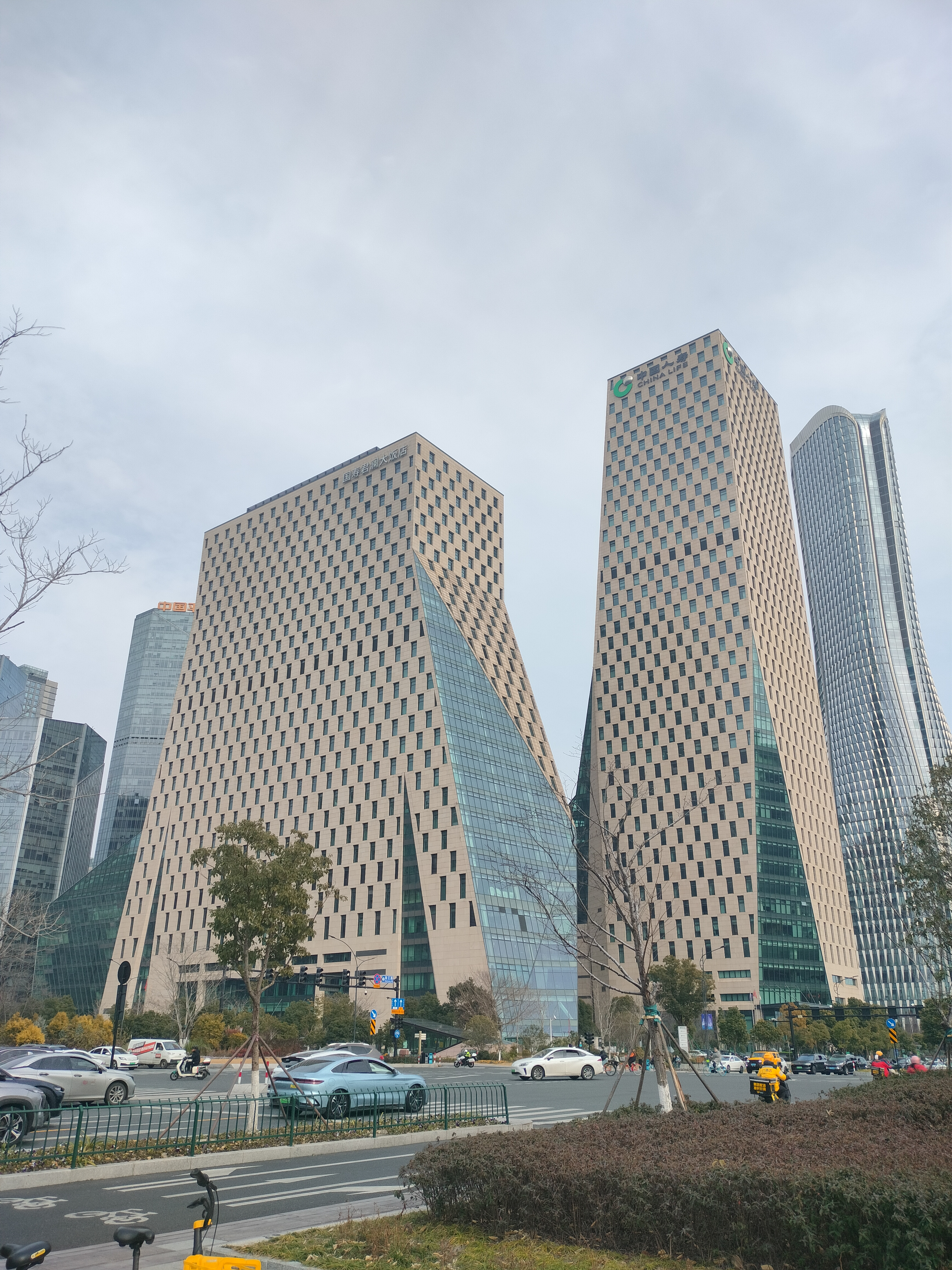
中国人寿大厦3号楼（左）与1号楼（右）

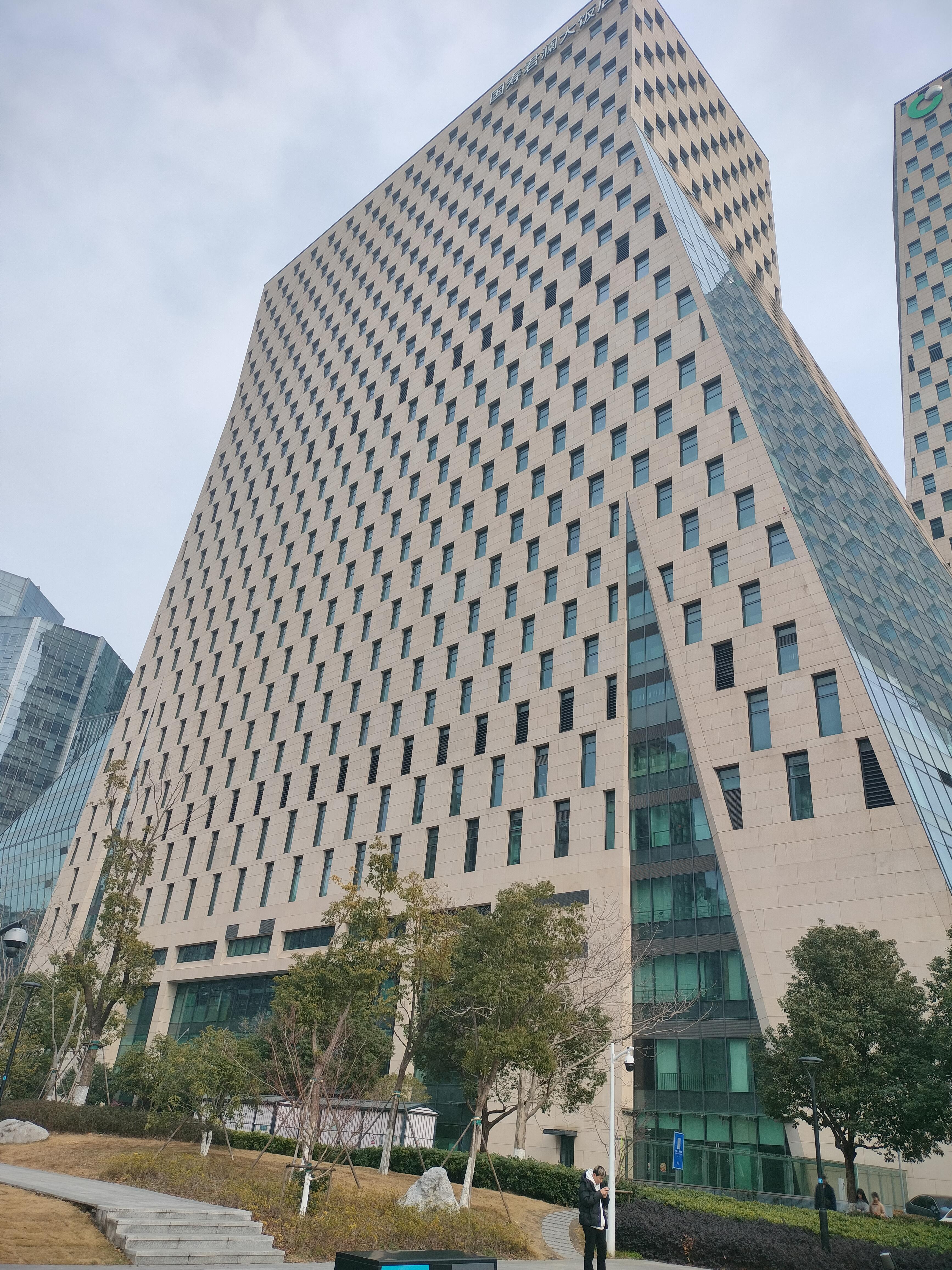
3号楼

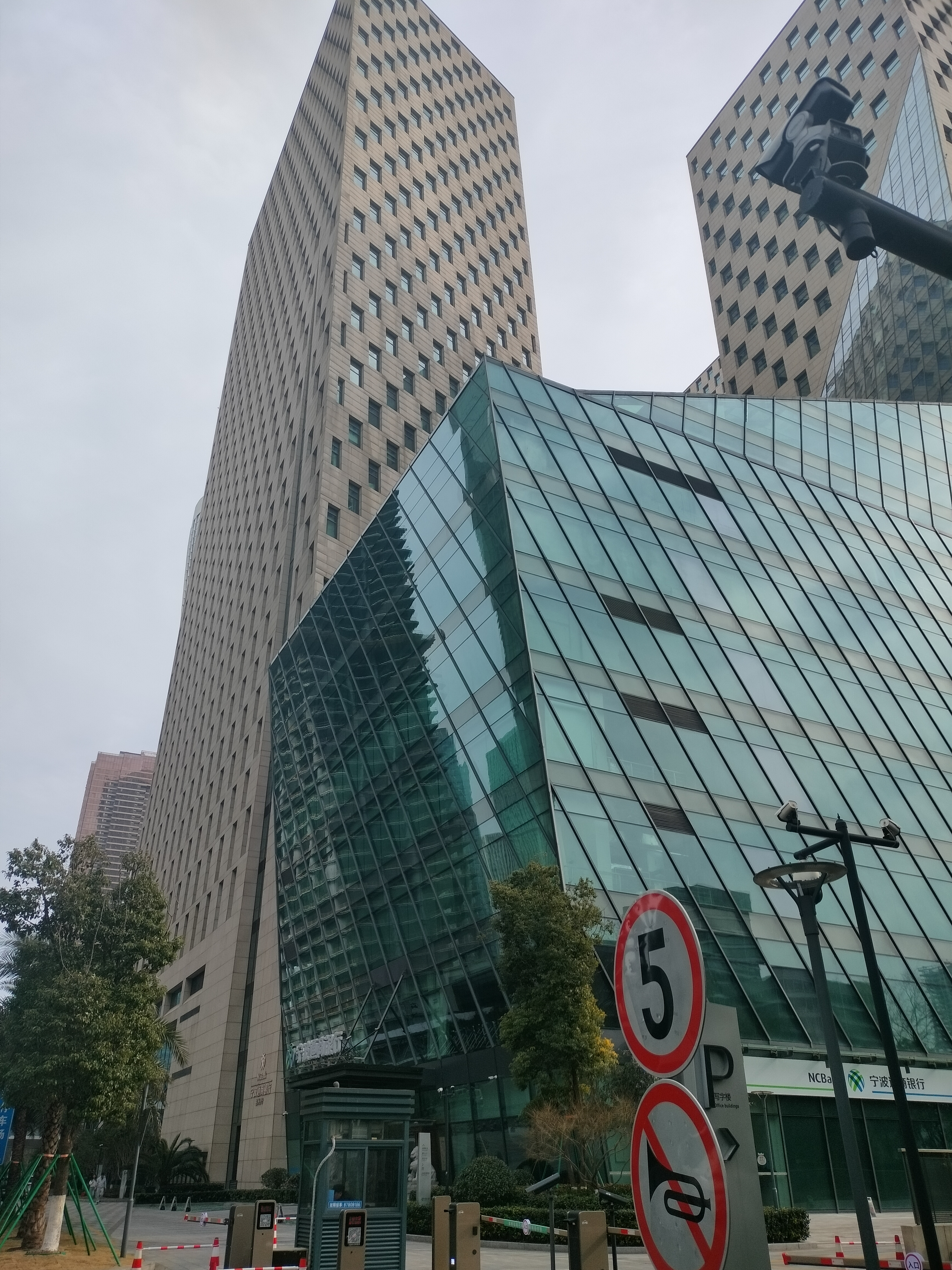
2号楼（左）

杭州中国人寿大厦是位于浙江杭州新业路300号钱江新城的办公大楼，由三幢不等高矩形建筑大楼组成，占地54亩，总建筑面积近42万平米。业主为中国人寿浙江省分公司。2021年12月竣工。

## 简介
大厦主要由3幢塔楼构成，其中1幢（商务主楼）42层高190米；2幢（商务副楼）39层高170米，3幢（培训楼）32层高129.6米。此外还有裙房及四层地下室。
大楼主体为钢管混凝土框架-钢筋混凝土筒体结构。采用石材和玻璃幕墙的不同材质对比形成特有的效果。通过绿色建筑LEED铂金级认证。
宁波通商银行杭州分行位于此大厦。

## 国寿君澜大饭店

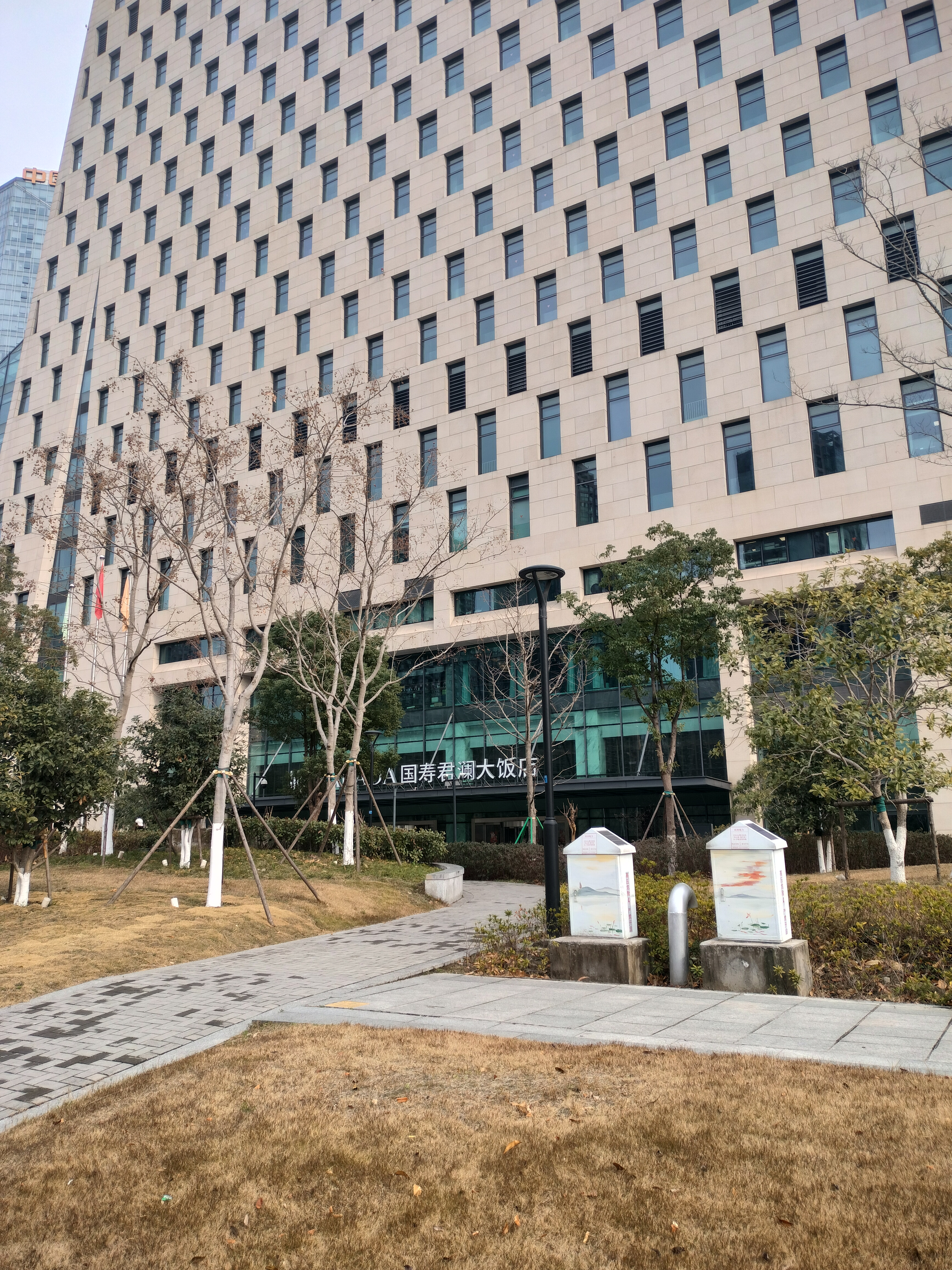
饭店正门

杭州国寿君澜大饭店位于3幢，由中国人寿集团旗下寿险公司、国寿健投公司与君澜酒店管理公司三方联合打造，是属于君亭酒店集团旗下的五星级酒店，也是中国人寿旗下的康养酒店，2023年5月31日开业。

## 荣誉
- 全国工程建设科学技术进步奖
- 全国绿色施工示范工程
- 中国建设工程鲁班奖[4]

## 交通
可乘杭州地铁9号线至新业路站C1b出口到达。

## 周边
- 杭州平安金融中心
- 杭州来福士